# Carcinonemertes humesi
Carcinonemertes humesi är en djurart som tillhör fylumet slemmaskar, och som beskrevs av Gibson och Jones 1990. Carcinonemertes humesi ingår i släktet Carcinonemertes och familjen Carcinonemertidae. Inga underarter finns listade i Catalogue of Life.